# Javier Yacuzzi
Javier Orlando Yacuzzi (ur. 15 sierpnia 1979 w San Nicolás de los Arroyos, zm. 29 maja 2023 w Querétaro) – argentyński piłkarz pochodzenia włoskiego występujący najczęściej na pozycji lewego pomocnika, obecnie zawodnik Huracánu.

## Kariera klubowa
Yacuzzi profesjonalną karierę rozpoczynał w sezonie 2001/2002 w drugoligowym wówczas zespole Platense z siedzibą w stołecznym Buenos Aires. Po roku przeszedł do grającego klasę niżej CA Tigre, jednak już w rozgrywkach 2003/2004 powrócił do Primera B Nacional, podpisując kontrakt z drużyną Gimnasia y Esgrima Concepción del Uruguay. Po sezonie 2004/2005 w barwach Tiro Federal wywalczył historyczny, pierwszy awans do Primera División.
Latem 2005 Yacuzzi przeszedł do pierwszoligowego Arsenalu de Sarandí. Dwa dni przed swoimi 26. urodzinami zadebiutował w argentyńskiej Primera División – 13 sierpnia 2005 w zremisowanym 1:1 spotkaniu z Gimnasią La Plata. Pierwszego gola w najwyższej klasie rozgrywkowej strzelił 18 września tego samego roku w wygranej 3:1 konfrontacji z Newell's Old Boys. W 2007 roku wygrał z Arsenalem rozgrywki Copa Sudamericana, natomiast rok później towarzyski turniej Copa Suruga Bank. W 2007 roku wygrał z Arsenalem rozgrywki Copa Sudamericana, natomiast rok później towarzyski turniej Copa Suruga Bank.
W letnim okienku transferowym 2010 jako wolny zawodnik zasilił Club Tijuana z drugiej ligi meksykańskiej, razem ze swoim byłym kolegą z Arsenalu, Javierem Gandolfim. Rok później po raz pierwszy awansował z Tijuaną do meksykańskiej Primera División, w której pierwszy mecz rozegrał 23 lipca 2011 z Morelią (1:2), natomiast premierową bramkę strzelił w pierwszej minucie zremisowanego 1:1 spotkania wyjazdowego z Américą, 25 września tego samego roku. Ogółem w Meksyku spędził półtora roku, zdobywając trzy gole w 35 ligowych spotkaniach.
Wiosną 2012 Yacuzzi powrócił do ojczyzny, podpisując umowę z drugoligowym Club Atlético Huracán.
| Sezon     | Klub                               | Kraj      | Rozgrywki               | Mecze | Bramki |
| --------- | ---------------------------------- | --------- | ----------------------- | ----- | ------ |
| 2001/2002 | Club Atlético Platense             | Argentyna | Primera B Nacional      | 12    | 1      |
| 2002/2003 | Club Atlético Tigre                | Argentyna | Primera B Metropolitana | 33    | 4      |
| 2003/2004 | Gimnasia de Concepción del Uruguay | Argentyna | Primera B Nacional      | 30    | 3      |
| 2004/2005 | Club Atlético Tiro Federal         | Argentyna | Primera B Nacional      | 27    | 0      |
| 2005/2006 | Arsenal de Sarandí                 | Argentyna | Primera División        | 28    | 2      |
| 2006/2007 | Arsenal de Sarandí                 | Argentyna | Primera División        | 27    | 2      |
| 2007/2008 | Arsenal de Sarandí                 | Argentyna | Primera División        | 31    | 1      |
| 2008/2009 | Arsenal de Sarandí                 | Argentyna | Primera División        | 35    | 4      |
| 2009/2010 | Arsenal de Sarandí                 | Argentyna | Primera División        | 27    | 2      |
| 2010/2011 | Club Tijuana                       | Meksyk    | Liga de Ascenso         | 24    | 2      |
| 2011/2012 | Club Tijuana                       | Meksyk    | Primera División        | 11    | 1      |
| 2011/2012 | Club Atlético Huracán              | Argentyna | Primera B Nacional      |       |        |